# شهرستان اوک
شهرستان اوک (به لهستانی: Powiat Ełk) یک شهرستان در لهستان است که در استان وارمی-ماسوری واقع شده‌است. شهرستان اوک ۱٬۱۱۱٫۸۷ کیلومتر مربع مساحت و ۸۴٬۷۶۰ نفر جمعیت دارد.